# Watonga
Watonga è una città degli Stati Uniti, situata nello Stato dell'Oklahoma, nella contea di Blaine, della quale è il capoluogo.